# 敦賀湾

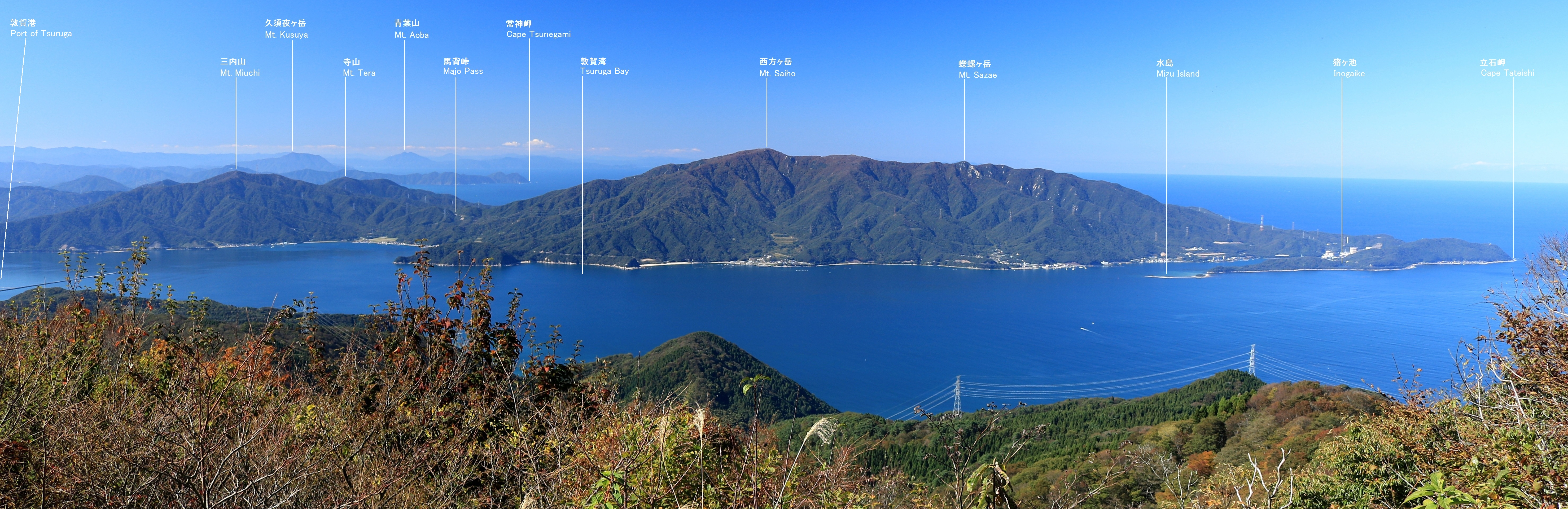
東側の鉢伏山から望む敦賀湾と遠景の敦賀半島

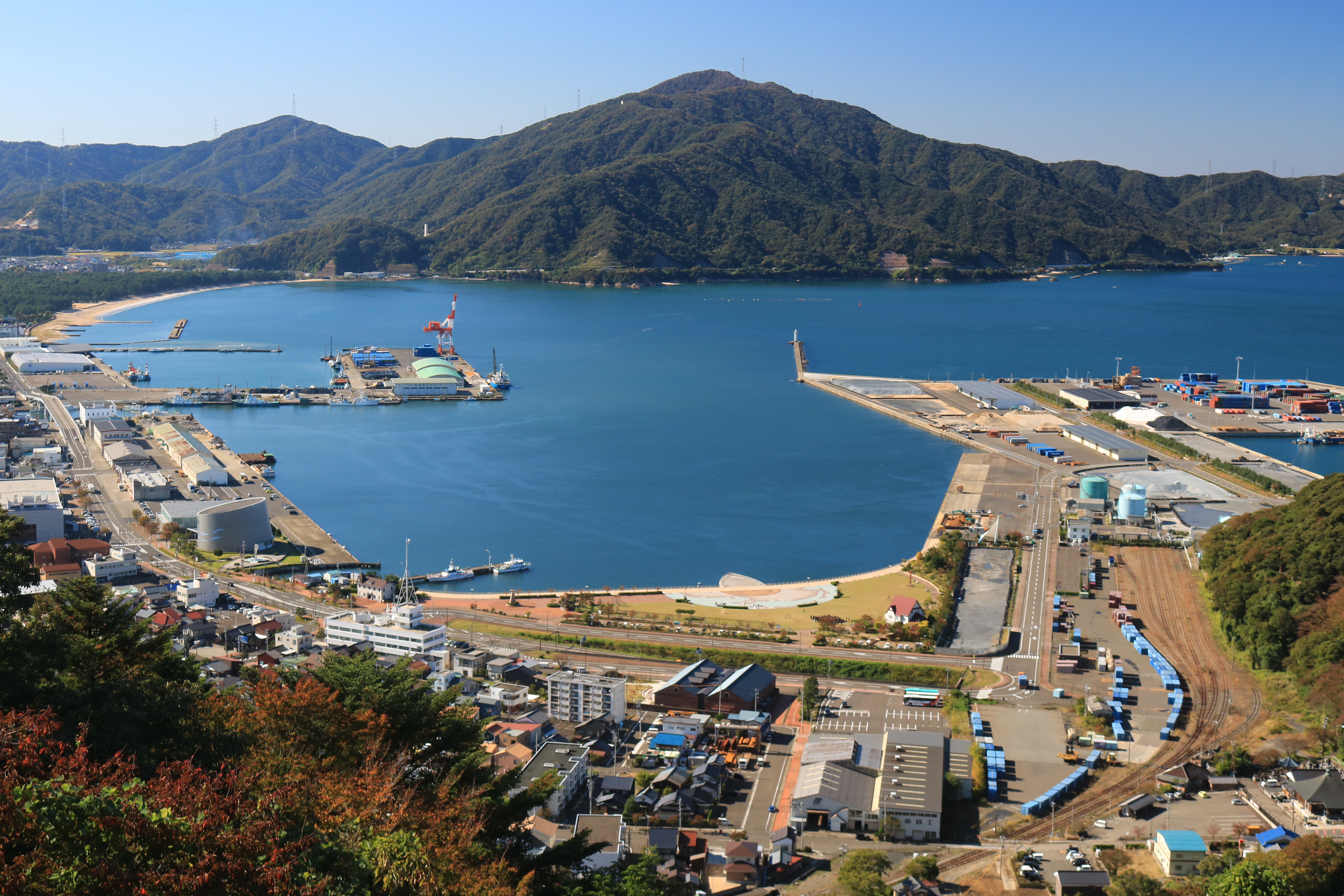
天筒山から望む敦賀港、中央奥に三内山

敦賀湾（つるがわん）は、福井県敦賀市が面する湾で、若狭湾の支湾。西側に突出する敦賀半島により、若狭湾と区切られる。西岸（西浦～気比松原）は、若狭湾国定公園の一部。東岸（東浦）は、越前加賀海岸国定公園の一部。英語表記はTsuruga bay。

## 地理
敦賀市北部に大きく食い込み、両岸には山地が迫る。東岸には古くから北陸道が通り、現在も湾岸を国道8号が走る。伊勢湾-琵琶湖-若狭湾の本州中部のもっともくびれた位置に存在する。

## 範囲
環境庁（現・環境省）の「排水基準を定める省令別表第二の備考6及び7の規定に基づく窒素含有量又は燐〈りん〉含有量についての排水基準に係る海域」における敦賀湾の範囲は、 「福井県南条郡河野村大谷字亀岩南西端と敦賀市立石岬を結ぶ線及び陸岸により囲まれた海域」（河野村は現・南越前町）を指し、面積は57.8 km²。但し、「福井県漁業調整規則」によると、漁業権の絡みもあるのか、東湾口は亀岩から僅かに南側にある「敦賀市と南条郡の境」としており、定義する機関により若干の差異が生じている。

## 付近の観光地

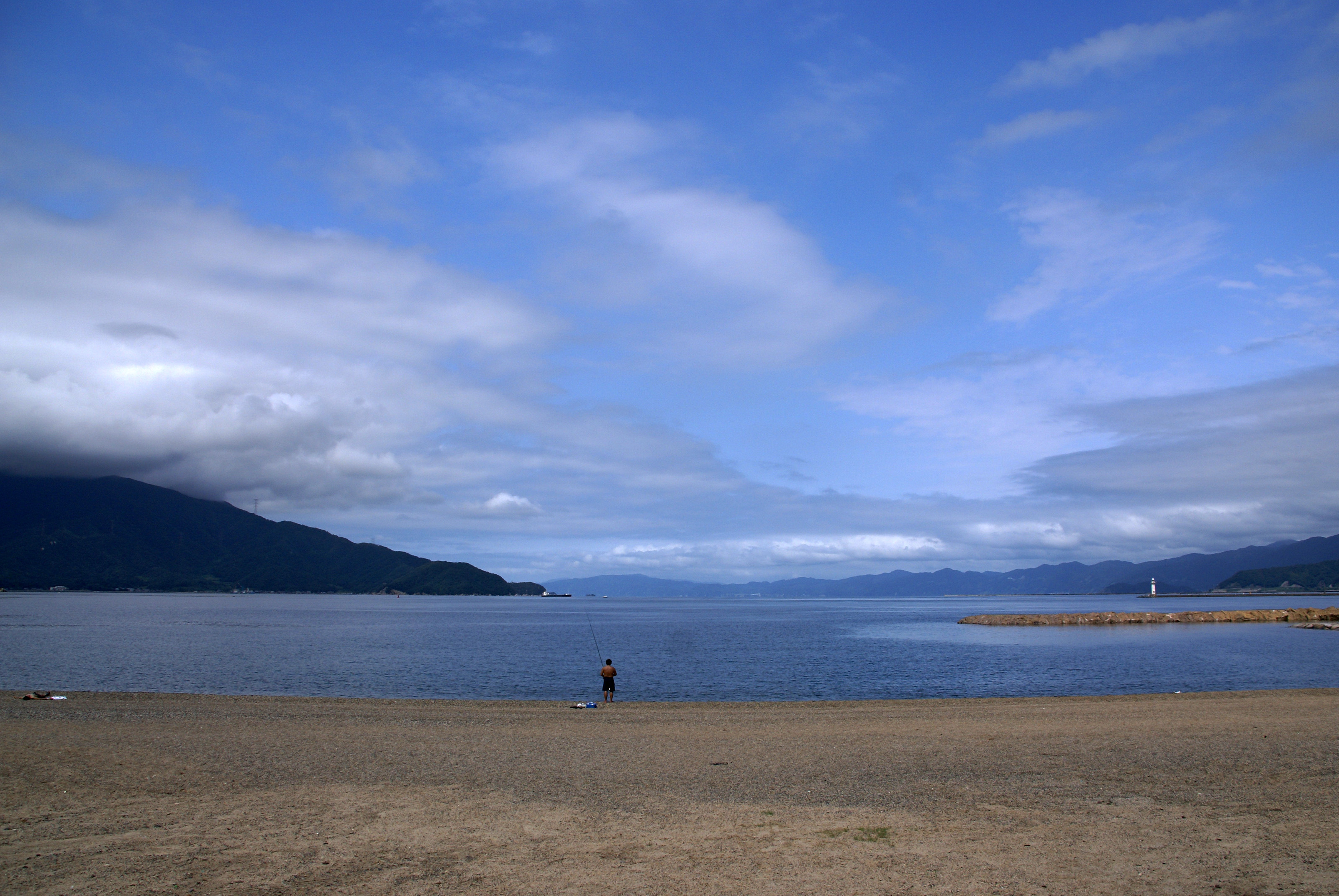
気比の松原から望む敦賀湾

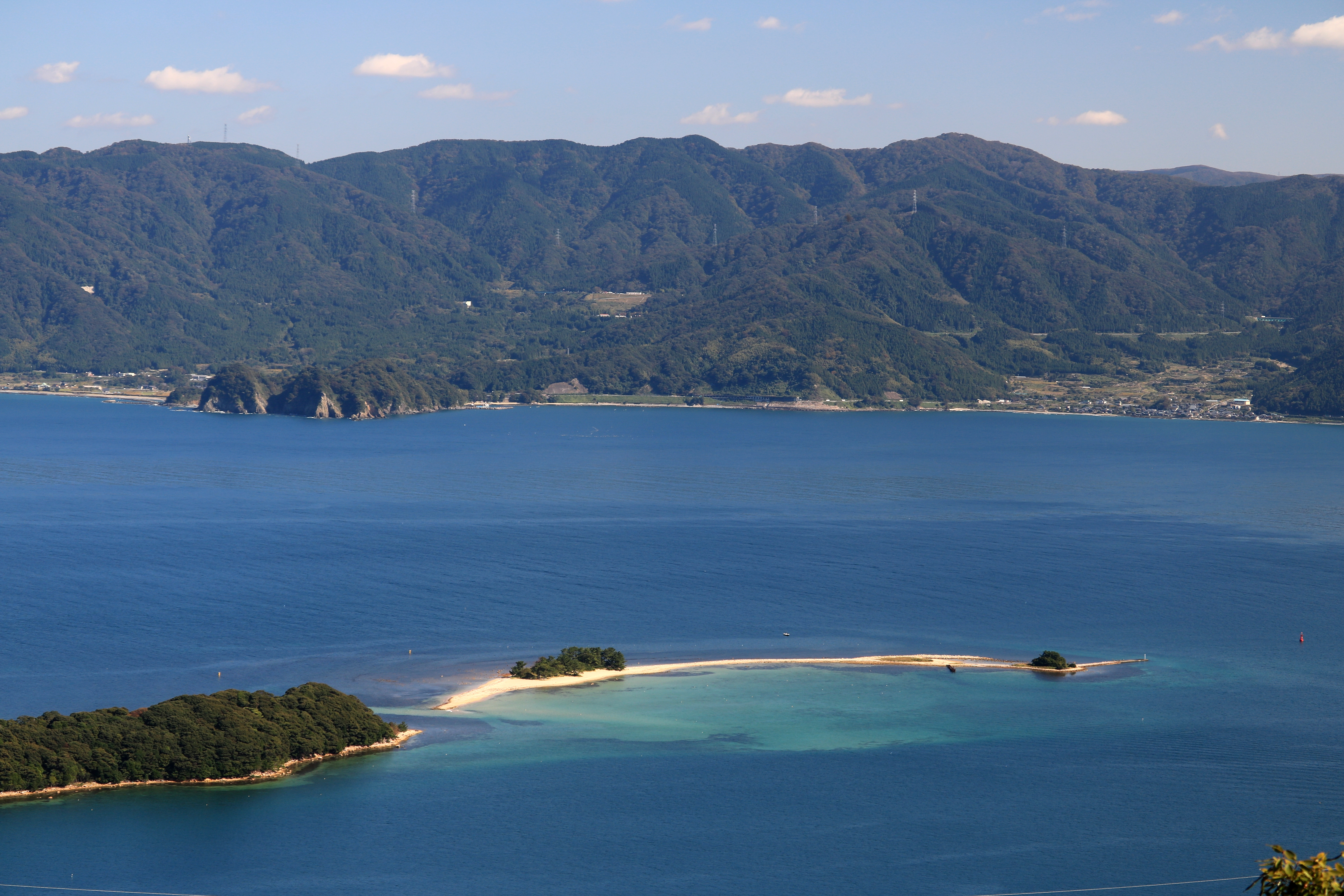
蠑螺が岳から望む浦底半島の先にある水島

湾奥
- 気比の松原
- 敦賀港
  - 金ヶ崎緑地

西岸（敦賀半島東側）
- 常宮神社
- 西浦自然活用村
- 色ヶ浜（松尾芭蕉『奥の細道』に登場）

- 水島
- 立石海水浴場
- 立石岬